# ギルバン・ユッダ・ビクラム・シャハ
ギルバン・ユッダ・ビクラム・シャハ（Girvan Yuddha Bikram Shah、1797年10月19日 - 1816年11月20日）は、ネパール王国の第4代君主（在位：1799年 - 1816年）。父は第3代君主ラナ・バハドゥル・シャハ。

## 生涯
1797年10月19日、ギルバン・ユッダはラナ・バハドゥル・シャハの息子（庶子）として生まれた。母は父の溺愛するブラーフマナの娘の内妃カンティワティー・デビーである。
1799年、1歳2ヶ月のとき、父王が禁欲主義者となるために退位したため、王位に就いた。だが、年長の嫡子ラノディヨートを差し置いての譲位であったため、重臣らは95名はそれを認める起請文を書かされ、戴冠式には近隣諸国で最も強力なパルパのプリトヴィーパーラ・セーナ王が招かれた。
幼少のギルバン・ユッダは父ラナ・バハドゥル、ラージ・ラジェシュワリー・デビー王太后、および宰相ビムセン・タパの摂政の下で統治した。その間、パルパをはじめとする領土を獲得し、西方サトレジ川に至るまで進出した。
だが、1814年から1816年にかけてイギリス東インド会社との間にグルカ戦争（英・ネパール戦争）が行われ、スガウリ条約で国土のおよそ1/3を失った。以後、ネパール王国はイギリスの保護国であると同時に、清朝の朝貢国であるということになり、この二重状態は清が滅ぶ1912年まで続いた。
1816年11月20日、ギルバン・ユッダは19歳で崩御した。グルカ戦争終結後に天然痘が流行、三都の住民の多くが死亡し、彼もそのうちの一人となったのである。崩御後、息子のラジェンドラ・ビクラム・シャハがあとを継いだ。